# Cantone di Mas-Cabardès
Il Cantone di Mas-Cabardès era una divisione amministrativa dell'arrondissement di Carcassonne.
A seguito della riforma approvata con decreto del 21 febbraio 2014, che ha avuto attuazione dopo le elezioni dipartimentali del 2015, è stato soppresso.

## Composizione
Comprendeva i comuni di:
- Caudebronde
- Fournes-Cabardès
- Les Ilhes
- Labastide-Esparbairenque
- Lastours
- Les Martys
- Mas-Cabardès
- Miraval-Cabardes
- Pradelles-Cabardès
- Roquefère
- Salsigne
- La Tourette-Cabardès
- Trassanel
- Villanière
- Villardonnel